# 納哈爾奧茲大屠殺
2023年10月7日阿克薩洪水行動中，來自加沙走廊的哈馬斯武裝分子入侵以色列南部區的納哈爾奧茲基布茲。在這次屠殺中，許多基布茲居民被殺害，武裝份子造成廣泛的破壞。一些居民被綁架並被帶到加沙走廊。

## 背景
納哈爾奧茲是一座位於以色列南部的基布茲，其在內蓋夫沙漠西北部，靠近加沙邊境。截至2021年，居民人口為471人。其成立於1951年，是該國第一座納哈爾定居點。到1953年，其轉變為平民社區。1956 年，基布茲歷史上發生了一件重大事件，基布茲的安全官員羅伊·羅斯伯格被來自加沙的入侵者殺害。在他的葬禮上，時任以色列總參謀長的摩西·達揚發表強有力的悼詞，強調了以色列面臨的挑戰以及來自鄰國的持續威脅。

## 屠殺

### 對哨所的襲擊
根據初步調查，40至50名武裝分子穿過越圍欄，跑向納哈爾奧茲附近的哨所。武裝分子與門口的警衛進行短暫的交戰，將其殺死後進入內部，很快就摧毀了哨所大部分設備。哨所士兵措手不及，大多都在戰鬥中陣亡。在作戰室裡，參謀和觀察員堅守陣地，試圖與部隊溝通，並指揮戰鬥直升機前往武裝分子的位置。一名營長和兩名排長在作戰室外與武裝分子交火。戰鬥一直持續到武裝分子向作戰室投擲炸藥導致多人死亡為止。

### 基布茲內
與納哈爾奧茲哨所發生戰鬥同時，至少20名武裝分子入侵其北部 納哈爾奧茲基布茲。他們闖入居民的家中，綁架了一些基布茲居民，並屠殺其他人，甚至殺害整個家庭。一些來自警衛哨所的警衛前來協助對抗這些武裝分子。
受害者中包括《今日以色列報》攝影師亞尼夫·佐哈爾及其家人，還有以色列國際級游泳選手伊登·尼姆里。截至10月17日，遇難者總數尚不清楚，但至少有12名居民被報告死亡，還有20人失踪，另外還有一些警衛和武裝分子也在襲擊中喪生。